# Half Moon Bay (California)
Half Moon Bay è un comune degli Stati Uniti d'America, situato nello Stato della California, nella contea di San Mateo.